# Euxoa telifera
Euxoa telifera är en fjärilsart som beskrevs av Donzel 1837. Euxoa telifera ingår i släktet Euxoa och familjen nattflyn. Inga underarter finns listade i Catalogue of Life.